# Chieniodendron
Chieniodendron là chi thực vật có hoa trong họ Annonaceae.